# ماریو تراورسونی
ماریو تراورسونی (ایتالیایی: Mario Traversoni؛ زادهٔ ۱۲ آوریل ۱۹۷۲) دوچرخه‌سوار اهل ایتالیا است.